# 高島忠夫長男殺害事件
高島忠夫長男殺害事件（たかしまただおちょうなんさつがいじけん）は、1964年（昭和39年）8月24日に発生した殺人事件である。

## 事件の概要
1964年に、高島忠夫・寿美花代夫妻の生後5ヶ月の長男が、当時の家政婦Aによって高島宅の風呂桶に沈められて殺害された事件である。

## 事件発生
1964年8月24日未明、東京都世田谷区上野毛に在住していた忠夫方より警察及び消防へ「息子が風呂に沈められ、部屋が荒らされている」との通報があった。
同日午前2時40分ごろ、高島宅に住み込みで働いている家政婦Aが「長男の姿が見当たらない」と高島夫妻に連絡し、ただちに高島夫妻（忠夫・寿美花代）と家政婦Aが家中を探し回った。室内は物色されており、風呂場できちんと蓋の閉まった風呂桶の中に沈められている長男が発見されて大騒ぎとなった。警察や消防への通報と共に、長男はただちに自宅近くの小倉医院へ搬送されたが、既に心肺停止状態であり、人工呼吸などが試みられたが助からなかった。通報を受けた警視庁捜査1課と所管の玉川警察署は、殺人事件として捜査を開始した。

## 犯人逮捕
事件に最初に気がついた家政婦Aは「当日夜に窓の外を不審な男が歩いてるのを見た」「長男が激しく泣いてるのを聞いた」などと証言した。しかし、調べてみると
- 家政婦A以外に不審者を見た者はいない。
- 家政婦A以外に長男の泣き声を聞いた者はいない。
- 高島家では犬を飼っており、普段から不審者が近づくと激しく吠えるが、当日夜に犬は吠えていない。
- 普段、全員が風呂に入り終わった後に家政婦Aが風呂桶の残り湯は抜くことになっていたが、この日に限り家政婦Aは風呂桶の湯を捨てていなかった。
- 犯人が物取り目的で押し入ったのならば、生後わずか5カ月の赤ん坊に姿を見られたとしても顔を覚えられる可能性は極めて低く、証人になるわけもないので殺すまで行くというのは不自然。
- 仮に泣き声で犯行が発覚するのを恐れて殺意が芽生えたとしても、長男を風呂桶に入れて、きちんと風呂の蓋を閉めて立ち去るというのも不自然。

など次々と不自然な点が見つかり、これらについて家政婦Aを問いただしたところ、同日午後1時半頃に家政婦Aが自分の犯行であることを認めた。

## 犯行の動機
この家政婦Aはもともと高嶋らのファンであり、地元の新潟県の中学校を1963年に卒業してから、都内の墨田区にある会社で仕事をしていた。そして、其処にある会社にたまたま高島夫妻の知人がいる縁で、1963年暮れより高島夫妻宅に住み込みで家政婦として働くこととなった。
高島夫妻はこの家政婦をよく可愛いがり、また家政婦も高島夫妻によく尽くしていたが、高島夫妻に長男が生まれた後は「長男へ愛情が移ってしまい、自分は疎遠に扱われるようになった」と感じていた。そして高島夫妻が仕事でアメリカへ行くことが決まった時に「他の家政婦へはお土産を買ってくると約束していたのに、自分は何も言われなかった」と思い込み悩んだ末に犯行に及んだという。

## 犯行の瞬間
犯行当日、家政婦Aは高島夫妻の食事の後片付けなど済ませたあと、午前1時過ぎ頃に一人で風呂に入った。入浴後、自室に戻ったところ隣の部屋から長男のぐずる声が聞こえたため、長男の寝ている部屋へ行ったところ、長男は家政婦Aの足を掴むなどしてきた。家政婦はこの姿をかわいいと感じて長男を抱き上げ、夕涼み目的で庭先へ出て長男を抱いたまま、あやしたりしていた。その後、足が汚れたので足を洗おうと長男を抱いたまま再び風呂場へ戻ったが、この時に「この赤ん坊さえいなければ高島夫妻の愛情は私に戻るのではないか」と考え、気がついたら長男を湯船に沈めていたという。長男は激しく咳き込んだが、家政婦Aは、なおも長男を湯中に抑えつけた。そして「このままでは犯行がバレる」と思い、風呂から出た後に物取りの犯行に見せかけるため、室内を物色されているように装ったという。

## その後
事件翌日の8月25日に高島宅にて通夜が営まれ、多数の映画関係者や芸能人などが弔問に訪れた。祭壇には長男の笑顔の写真が掲げられ、またお気に入りだったぬいぐるみなども飾られて弔問客の涙を誘った。通夜の後に記者会見が行われたが、心労が重なったため寿美花代は記者会見に欠席し、高島忠夫が一人で記者会見を行った。また、家政婦Aは当時未成年者であったが、成人同様に殺人罪で起訴され、1965年6月に東京地方裁判所にて懲役3年から5年の不定期刑を言い渡された。
2013年、テレビ番組に寿美が出演して語ったところによれば、事件後には赤ちゃんの泣き声や「ママー、苦しいよ」などといういたずら電話が相次ぎ、更に苦しめられたという。このテレビ番組に出演した時は事件から49年経過していたが、トラウマから未だに風呂には入れずシャワーのみで済ませていることなどが語られた。
成人後に俳優として活躍している髙嶋政宏と高嶋政伸は、それぞれ事件から1年後と2年後に生まれた二男と三男である。2024年にテレビ番組に政宏が出演して語ったところによれば、子供時代に両親がロケで家を空ける時には必ず子供たちを連れて行ったこと（同じ番組にVTR出演した政伸も同様のことを述べている）、自分がこの事件について知ったのは高校生の頃であったという。その上で、ロケに子供たちを連れて行った背景には事件のことがあったのではないかと語っている。